# Czesława
Czasława, Czesława – staropolskie imię żeńskie, w czasach staropolskich notowane wyłącznie w formie Czasława. Składa się z członu Cza- („spodziewać się, oczekiwać”) i -sława („sława”). Mogło oznaczać „tę, która oczekuje sławy”. Inną hipotezą pochodzenia tego imienia jest powstanie członu Cza- w wyniku skrócenia członu Czści-. Byłby to wówczas wariant nienotowanego imienia Czcisława. Jej męskie odpowiedniki to Czasław i Czesław.
Czesława imieniny obchodzi: 
- 12 czerwca[1] – patronem tego dnia jest bł. Czesław Jóżwiak, jeden ze 108 błogosławionych męczenników
- 20 lipca[1] – patronem tego dnia jest bł. Czesław Odrowąż.

Dawniej funkcjonowała data 12 stycznia.

## Znane osoby o imieniu Czesława
- Czesława Christowa – senator RP
- Czesława Noworyta – polska tenisistka
- Czesława Pilarska – polska szachistka i ekonomistka
- Czesława Cieślak (znana pod pseudonimem Violetta Villas) – polska piosenkarka i aktorka
- Czesława Kwoka - dziecięca ofiara Holokaustu